# Torrent de Son Jordi
El Torrent de Son Jordi és un curs d'aigua del terme municipal de Son Servera, (Mallorca), l'únic de caràcter permanent del municipi. Recull les aigües del sector meridional de la serra de Son Jordi i pren el seu nom de la possessió més important per la que transita, la finca de Son Jordi. Té una conca de 12,1 km², la segona en extenció del municipi.
És un dels principals elements geogràfics que configuren el paisatge de Son Servera, al llarg del seu recorregut està delimitat per murs de pedra seca i bosquets d'àlbers i pollancres en forma de galeria en el seu tram més baix (des de les cases de la possessió fins a la platja de la Marjal), on hi desemboca.
A la desembocadura, situada a la platja de sa Marjal o des Ribell, molt a prop de la urbanització de la Costa dels Pins, forma una petita zona humida, separada del mar per una barra d'arena, rodejada d'àlbers, canyís, canya, esbarzers i tamarius.